# 1078 Mentha
1078 Mentha è un asteroide della fascia principale. Scoperto nel 1926, presenta un'orbita caratterizzata da un semiasse maggiore pari a 2,2699114 UA e da un'eccentricità di 0,1385869, inclinata di 7,36889° rispetto all'eclittica.
Il suo nome fa riferimento alle piante del genere Mentha.